# 醣蛋白

糖蛋白中Asn残基（Asn-x-Ser/Thr基序）的N-连接蛋白糖基化（N-聚糖的N-糖基化）。

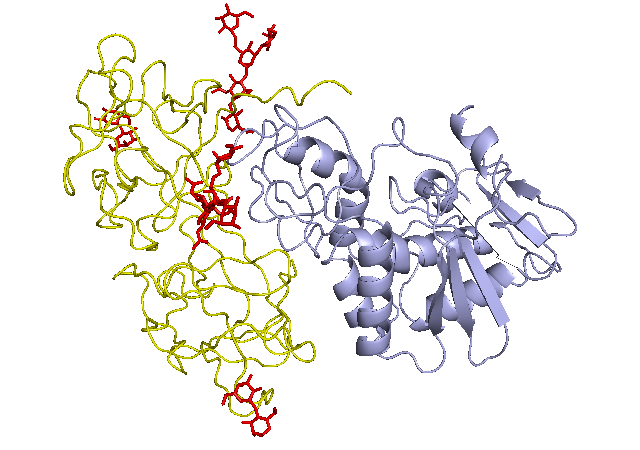
蓖麻毒蛋白是一種糖蛋白。圖中的紅色部分是此蛋白中的糖支鏈

糖蛋白（glycoprotein）是一種含有寡糖鏈的蛋白質，兩者之間以共價鍵相連。其中的寡糖鏈通常是經由共轉譯修飾（即转译过程中的化学修饰）或是後轉譯修飾（即转译过程后的化学修饰）過程中的糖基化作用而連結在蛋白質上。
糖蛋白多肽链常携带许多短的杂糖链。它们通常包括N-乙酰己糠胺和己糖（常是半乳糖和／或甘露糖，而葡萄糖則较少）。该链末端成员常常是唾液酸或L-岩藻糖。这种寡糖链常分支，很少含多于15个单体的，一般含2—10个单体，分子量相当于540—3,200。糖链数目也变化很大。

## 糖基化的类型
尽管前两种是最常见的，有几种类型的糖基化可概括如下：
- 在N-糖基化（英语：N-linked glycosylation）中，糖与氮连接，通常在天冬酰胺的酰胺侧链上。
- 在O-糖基化（英语：O-linked glycosylation）中，糖与氧连接，通常在丝氨酸或苏氨酸上，但也与酪氨酸或非经典氨基酸如羟赖氨酸（英语：Hydroxylysine）和羟脯氨酸连接。
- 在P-糖基化（英语：P-linked glycosylation）中，糖与磷酸丝氨酸（英语：Phosphoserine）上的磷连接。
- 在C-糖基化（英语：C-linked glycosylation）中，糖直接与碳连接，例如在甘露糖中加入色氨酸。
- 在S-糖基化（英语：S-linked glycosylation）中，β-N-乙酰葡糖胺(GlcNAc)与半胱氨酸残基的硫原子连接[2]。
- 在糖基磷脂酰肌醇化（英语：glypiation）中，糖磷脂酰肌醇(GPI)糖脂附着于多肽的C端，用作膜锚。
- 在糖化（也称为非酶促糖基化）中，糖与蛋白质或脂质分子共价键合，没有酶的控制作用，而是通过美拉德反应。

## 单糖

糖蛋白中常见的八种糖类。

通常在真核糖蛋白中被发现的单糖包括:526：
| 糖类                    | 类型              | 缩写   |
| ----------------------- | ----------------- | ------ |
| β-D-葡萄糖              | 己糖或六碳糖      | Glc    |
| β-D-半乳糖              | 己糖或六碳糖      | Gal    |
| β-D-甘露糖              | 己糖或六碳糖      | Man    |
| α-L-岩藻糖              | 脱氧糖            | Fuc    |
| N-乙酰半乳糖胺          | 氨基糖            | GalNAc |
| N-乙酰葡糖胺            | 氨基糖            | GlcNAc |
| N-Acetylneuraminic acid | 神经氨酸 (唾液酸) | NeuNAc |
| 木糖                    | 戊糖或五碳醣      | Xyl    |

糖基团可以帮助蛋白质折叠，改善蛋白质的稳定性并参与细胞信号传导。

## 例子
在体内发现的糖蛋白的一个例子是黏液素，其分泌在呼吸道和消化道的粘液中。 附着在粘蛋白上的糖使它们具有相当大的保水能力，并且还使它们对消化酶的蛋白酶解产生抗性。

## 糖蛋白的功能
糖蛋白，在植物和动物（微生物并不如此）中较为典型。这些糖蛋白可被分泌、进入体液或作为膜蛋白。它们包括许多酶、大分子蛋白质激素、血浆蛋白、全部抗体、补体因子、血型物质和粘液组分以及许多膜蛋白。
同时，糖蛋白有高粘度的特性，可供机体用作润滑剂，防止蛋白酶的水解和异物的侵袭。
糖蛋白也与特异性抗原特性的鉴定有关。
血型物质的主要组成成分也包含了约75%的糖。

## 参阅
- 神秘果蛋白
- 蛋白聚糖
- 糖萼
- 核糖體結合蛋白
- 包膜突起（英语：peplomer）(包膜粒/端粒/棘蛋白/spike protein/spike glycoprotein)

## 外部連結
- Structure of Glycoprotein and Carbohydrate Chain （页面存档备份，存于） - Home Page for Learning Environmental Chemistry
- Biochemistry 5thE 11.3. Carbohydrates Can Be Attached to Proteins to Form Glycoproteins （页面存档备份，存于）
- Carbohydrate Chemistry and Glycobiology: A Web Tour SPECIAL WEB SUPPLEMENT Science 23 March 2001 Vol 291, Issue 5512, Pages 2263-2502
- 醫學主題詞表（MeSH）：Glycoproteins